# Coupe du monde FIFA 2002 (jeu vidéo)
 (juillet 2017).
Si vous disposez d'ouvrages ou d'articles de référence ou si vous connaissez des sites web de qualité traitant du thème abordé ici, merci de compléter l'article en donnant les références utiles à sa vérifiabilité et en les liant à la section « Notes et références ».
Coupe du monde FIFA 2002 (2002 FIFA World Cup) est un jeu vidéo de football développé par Electronic Arts et sorti en 2002.
C'est le jeu officiel de la Coupe du monde de football 2002 qui a eu lieu en Corée du Sud et au Japon. Le jeu reprend toutes les équipes nationales qui ont participé à cette compétition. Tous les joueurs et toutes les statistiques des équipes ont été incluses dans le jeu. Il est sorti sur la plupart des consoles de jeux vidéo de l'époque (PlayStation, PS2, GameCube, Xbox et GBA) et sur PC à l'occasion de l'ouverture de la Coupe du monde.